# Selecció de futbol de Iugoslàvia

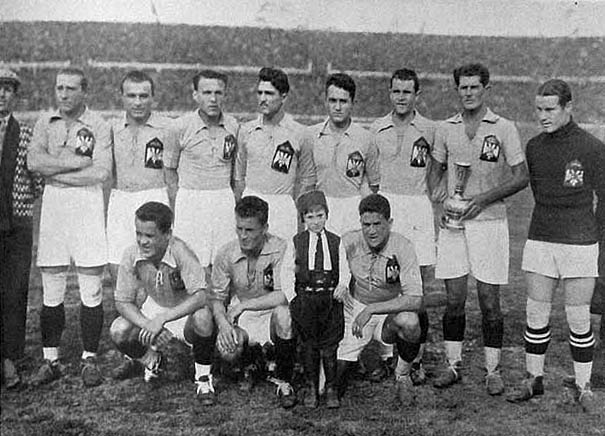
Iugoslavia, 1930.

La Selecció de futbol de Iugoslàvia era l'equip representatiu del país en les competicions oficials. Controlada per l'Associació de Futbol de Iugoslàvia, era membre de la UEFA.
Aquest equip va representar, entre 1920 i 1992, primer al Regne dels Serbis, Croats i Eslovens (1920-1943) i posteriorment a la República Socialista Federal de Iugoslàvia (1945-1992), que agrupava als actuals estats de Bòsnia i Hercegovina, Croàcia, Eslovènia, Macedònia del Nord, Sèrbia i Montenegro.
El 1992, aquest equip va ser dissolt, després de la fi de l'estat iugoslau. Alhora, van néixer diversos nous representatius nacionals:
- Bòsnia i Hercegovina
- Croàcia
- Eslovènia
- República de Macedònia
- República Federal de Iugoslàvia

Aquest últim equip va ser considerat per la FIFA com el successor oficial del combinat iugoslau. El 2002, va canviar el seu nom pel de Sèrbia i Montenegro fins al 2006, quan es va dividir en les seleccions de Sèrbia i de Montenegro. En l'actualitat, l'equip de Sèrbia és el successor oficial de l'antiga Iugoslàvia, segons la FIFA. D'altra banda, cal destacar el canvi de nom de la República de Macedònia pel de Macedònia del Nord.

## Participacions en la Copa del Món
Campions      Finalistes      Tercers      Quarts
| Historial a la Copa del Món | Historial a la Copa del Món | Historial a la Copa del Món | Historial a la Copa del Món | Historial a la Copa del Món | Historial a la Copa del Món | Historial a la Copa del Món | Historial a la Copa del Món | Historial a la Copa del Món |                  |
| Edició                      | Ronda                       | Posició                     | PJ                          | PG                          | PE                          | PP                          | GF                          | GC                          |                  |
| --------------------------- | --------------------------- | --------------------------- | --------------------------- | --------------------------- | --------------------------- | --------------------------- | --------------------------- | --------------------------- | ---------------- |
| 1930                        | Semifinals                  | 4s                          | 3                           | 2                           | 0                           | 1                           | 7                           | 7                           |                  |
| 1934                        | No es classificà            | No es classificà            | No es classificà            | No es classificà            | No es classificà            | No es classificà            | No es classificà            | No es classificà            | No es classificà |
| 1938                        | No es classificà            | No es classificà            | No es classificà            | No es classificà            | No es classificà            | No es classificà            | No es classificà            | No es classificà            | No es classificà |
| 1950                        | Primera fase                | 5s                          | 3                           | 2                           | 0                           | 1                           | 7                           | 3                           |                  |
| 1954                        | Quarts de final             | 7s                          | 3                           | 1                           | 1                           | 1                           | 2                           | 3                           |                  |
| 1958                        | Quarts de final             | 5s                          | 4                           | 1                           | 2                           | 1                           | 7                           | 7                           |                  |
| 1962                        | Semifinals                  | 4s                          | 6                           | 3                           | 0                           | 3                           | 10                          | 7                           |                  |
| 1966                        | No es classificà            | No es classificà            | No es classificà            | No es classificà            | No es classificà            | No es classificà            | No es classificà            | No es classificà            | No es classificà |
| 1970                        | No es classificà            | No es classificà            | No es classificà            | No es classificà            | No es classificà            | No es classificà            | No es classificà            | No es classificà            | No es classificà |
| 1974                        | Segona fase                 | 7s                          | 6                           | 1                           | 2                           | 3                           | 12                          | 7                           |                  |
| 1978                        | No es classificà            | No es classificà            | No es classificà            | No es classificà            | No es classificà            | No es classificà            | No es classificà            | No es classificà            | No es classificà |
| 1982                        | Primera fase                | 16s                         | 3                           | 1                           | 1                           | 1                           | 2                           | 2                           |                  |
| 1986                        | No es classificà            | No es classificà            | No es classificà            | No es classificà            | No es classificà            | No es classificà            | No es classificà            | No es classificà            | No es classificà |
| 1990                        | Quarts de final             | 5s                          | 5                           | 3                           | 1                           | 1                           | 8                           | 6                           |                  |
| Total                       | Semifinals                  | Semifinals                  | 33                          | 14                          | 7                           | 12                          | 55                          | 42                          |                  |

Per campionats posteriors, vegeu:
- República Federal de Iugoslàvia
- Bòsnia i Hercegovina
- Croàcia
- Eslovènia
- República de Macedònia / Macedònia del Nord

## Participacions en l'Eurocopa
- 1960 - Final - 2n lloc
- 1964 - No es classificà
- 1968 - Final - 2n lloc
- 1972 - No es classificà
- 1976 - Semifinals - 4t lloc
- 1980 - No es classificà
- 1984 - Primera fase
- 1988 - No es classificà
- 1992 - Classificada, però suspesa per la Guerra de Iugoslàvia)

Per campionats posteriors, vegeu:
- República Federal de Iugoslàvia
- Bòsnia i Hercegovina
- Croàcia
- Eslovènia
- República de Macedònia / Macedònia del Nord